# Baronetti Pennyman

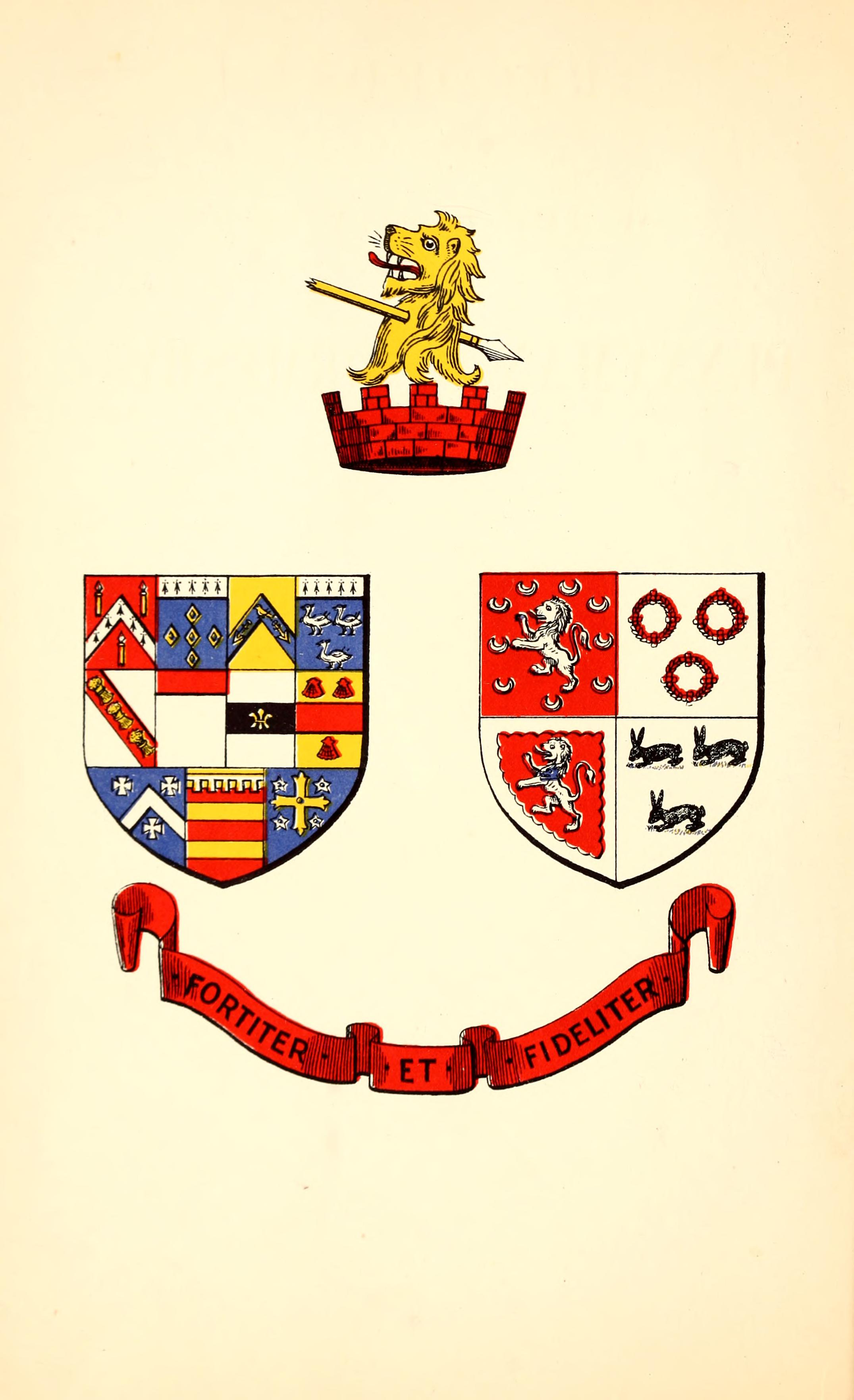
Stemma della famiglia Pennyman di Ormesby (1904)

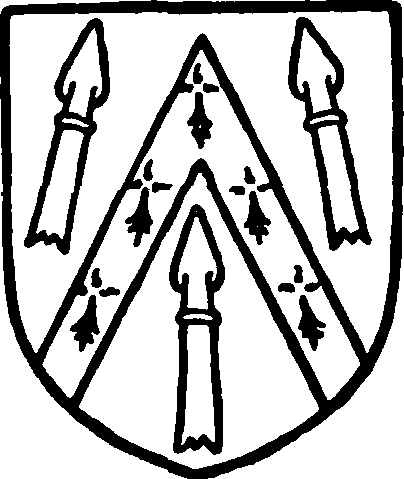
Disegno dello stemma dei baronetti Pennyman di Marske.

Il titolo di baronetto Pennyman è stato un titolo di baronetto d'Inghilterra creato per i membri delle due famiglie Pennyman di Marske e di Ormesby.

## Panoramica
Il titolo di Baronetto Pennyman di Marske venne creato come titolo di baronetto d'Inghilterra da Carlo I il 6 maggio 1628 per William Pennyman di Marske Hall, Marske-by-the-Sea, North Yorkshire, un Maestro in Cancelleria. Il titolo si estinse alla sua morte nel 1643.
Il titolo di Baronetto di Pennyman di Ormesby venne creato come titolo di baronetto d'Inghilterra da Carlo II il 22 febbraio 1664 per James Pennyman di Ormesby Hall, vicino a Middlesbrough, nel North Yorkshire.
La famiglia Pennyman, originaria di Stokesley, nel North Yorkshire, iniziò a stabilire le proprie tenute a Ormesby nel XVI secolo. Erano simpatizzanti giacobiti; Robert Pennyman fu condannato per tradimento e giustiziato nel 1569 per il suo ruolo nel Pellegrinaggio di Grazia. Erano fedeli realisti nel XVII secolo. William Pennyman, nominato I baronetto nel 1628, combatté per il re nella battaglia di Edgehill. Il suo fratellastro maggiore e legittimo James Pennyman venne proclamato baronetto dopo la Restaurazione di Carlo II.
Nel 1703 avvenne il matrimonio di Sir Thomas Pennyman con Lady Margaret Pennyman che però durò solo tre mesi.

## Baronetti Pennyman di Marske (1628–1643)
- Sir William Pennyman, I baronetto (1607–1643)

Titolo estinto dalla sua morte

## Baronetti Pennyman di Ormesby (1664–1852)
- Sir James Pennyman, I baronetto (1608–1679)
- Sir Thomas Pennyman, II baronetto (1642–1708). Alto Sceriffo dello Yorkshire 1702
- Sir James Pennyman, III baronetto ( c. 1661 –1745)
- Sir William Pennyman, IV baronetto (1695–1768). Alto Sceriffo dello Yorkshire 1750
- Sir Warton Pennyman-Warton, V baronetto (1701–1770)
- Sir James Pennyman, VI baronetto (1736–1808). Membro del Parlamento per Scarborough 1770–74 e Beverley 1774–1796, sposò Elizabeth Grey, figlia di Sir Henry Grey, I baronetto di Howick, Northumberland
- Sir William Henry Pennyman, VII baronetto (1764–1852)

Titolo estinto dalla sua morte